# Jesús Cortés Zarzoso
Jesús Cortés Zarzoso (Torrent, 3 de març de 1962), més conegut com a Jesús Cortés és un traductor i escriptor valencià de literatura infantils i juvenil. Als premis literaris Ciutat d'Alzira obtingué el Premi de la botella d'aigua de Narrativa Juvenil 1997 amb l'obra No em pots dir adéu, i el 1999 guanyà el Premi de Narrativa Infantil i Juvenil Vicent Silvestre amb L'ull de la mòmia.

## Obra
- Los 3 drogados, 1993
- El somni de Fran. 1995[3]
- Àlex i Cia, detectius, 1997)[4]
- No em pots dir adéu, 1998)[4]
- La mansió del terror, 1999[5]
- Roses negres a Kosovo, 2000[6][7]
- Guardians i protectors
- Álex i Cia, Delinqüents .
- El savi del NIl
- Maleït Napoleó!
- Aguas

## Premis
- Premi Bancaixa de Narrativa Juvenil (1997), per No em pots dir adéu[1]
- Premi de Narrativa Infantil Vicent Silvestre (1999), per L'ull de la mòmia[1]